# Rogers (Ohio)
Rogers és una vila dels Estats Units a l'estat d'Ohio. Segons el cens del 2000 tenia 266 habitants.

## Demografia
Segons el cens del 2000, Rogers tenia 266 habitants, 95 habitatges, i 72 famílies. La densitat de població era de 446,5 habitants/km².
Dels 95 habitatges en un 45,3% hi vivien nens de menys de 18 anys, en un 55,8% hi vivien parelles casades, en un 14,7% dones solteres, i en un 24,2% no eren unitats familiars. En el 21,1% dels habitatges hi vivien persones soles el 10,5% de les quals corresponia a persones de 65 anys o més que vivien soles. El nombre mitjà de persones vivint en cada habitatge era de 2,8 i el nombre mitjà de persones que vivien en cada família era de 3,19.
Per edats la població es repartia de la següent manera: un 30,8% tenia menys de 18 anys, un 7,9% entre 18 i 24, un 35,3% entre 25 i 44, un 16,5% de 45 a 60 i un 9,4% 65 anys o més.
L'edat mediana era de 33 anys. Per cada 100 dones de 18 o més anys hi havia 106,7 homes.
La renda mediana per habitatge era de 31.250 $ i la renda mediana per família de 33.036 $. Els homes tenien una renda mediana de 30.625 $ mentre que les dones 18.750 $. La renda per capita de la població era de 12.055 $. Aproximadament el 15,5% de les famílies i el 14,7% de la població estaven per davall del llindar de pobresa.

## Poblacions properes
El següent diagrama mostra les poblacions més properes.